# 夢見る頃を過ぎても (岡村孝子のアルバム)
『夢見る頃を過ぎても』（ゆめみるころをすぎても）は、岡村孝子の非公式アルバム。1995年5月1日発売。発売元はファンハウス（現・ソニー・ミュージックレーベルズ）。

## 解説
CD帯に『岡村孝子 セレクション 夢見る頃を過ぎても SELECTIONS Vol.2 1989〜1994』と表記されたベスト・アルバムで、岡村がレコード会社をイーストウエスト・ジャパン）に移籍したのち、ファンハウスの企画で発売された非公式セレクション・アルバムの1作。
選曲基準は定かでないが、シングル曲からアルバム曲まで幅広く選ばれている。ただし、特徴としてそれらのシングル曲は、ほとんどがアルバム同時発売やシングルカットであり、シングル先行発売のものはアルバム・バージョンで収録されている。
CD円盤は、ジャケット写真と同様のカラー・ピクチャー・レーベル仕様。初回特典とあるが、通常盤が存在するかは不明。

## 収録曲
全作詞・作曲: 岡村孝子
編曲: 萩田光雄 M-1・2・4・5・6・7・9、田代修二 M-3・8・11・12・13、清水信之 M-10
1. 夢見る頃を過ぎても（6:11）
2. 明日への道（5:28）
3. 永遠の灯（5:35）
4. Kiss（5:44）
5. 告白（6:10）
6. 愛を急がないで（5:48）
7. 終わらない夏（5:15）
8. フォーエバー・ロマンス（Album Version）（5:52）
9. リフレイン（Album Version）（5:20）
10. ポプラ（5:42）
11. adieu（5:30）
12. 心の草原（5:10）
13. 虹を追いかけて（5:10）

## 関連作品
各曲の初収録アルバム（数字はトラックナンバー）
- 『Eau Du Ciel （天の水）』　M-9・13
- 『Kiss 〜à côté de la mer〜』　M-4・7・11・12
- 『Chou-fleur』　M-3・6・10
- 『mistral』　M-5
- 『満天の星』　M-1・8
- 『SWEET HEARTS』　M-2